# Amphoropsyche napo
Amphoropsyche napo är en nattsländeart som beskrevs av Ralph W. Holzenthal 1985. Amphoropsyche napo ingår i släktet Amphoropsyche och familjen långhornssländor. Inga underarter finns listade i Catalogue of Life.